# Vimperk
Vimperk é uma cidade checa localizada na região da Boêmia do Sul, distrito de Prachatice.